# Dennis Störl
Pour les articles homonymes, voir Störl.
Dennis Störl, né le 3 octobre 1979 à Johanngeorgenstadt, est un sauteur à ski allemand.

## Biographie
Sa première compétition important est le Grand Prix d'été en 2000, année où il se classe troisième de la Coupe continental.
Il prend part à trois manches de la Coupe du monde en 2001, dont celle d'Oberstdorf à la Tournée des quatre tremplins, puis deux  à Willingen, où il est notamment onzième du premier concours.

## Palmarès

### Coupe du monde
- Meilleur classement général : 59e en 2001.
- Meilleur résultat individuel : 11e.

#### Classements généraux
| Compet'/Année | Compet'/Année | Classement général | Classement général |
| ------------- | ------------- | ------------------ | ------------------ |
| Compet'/Année | Compet'/Année | Class.             | Points             |
| 2001          | 2001          | 59e                | 25                 |

### Coupe Continentale
- Meilleur classement général : 3e en 2000.